# Salacca lophospatha
Salacca lophospatha är en enhjärtbladig växtart som beskrevs av John Dransfield och Mogea. Salacca lophospatha ingår i släktet Salacca och familjen Arecaceae. Inga underarter finns listade i Catalogue of Life.